# Cruz al Mérito de Guerra (Sajonia)
La Cruz al Mérito de Guerra (en alemán: Kriegsverdienstkreuz) fue una condecoración militar del Reino de Sajonia. Establecida el 30 de octubre de 1915 por el rey Federico Augusto III de Sajonia, fue concedida por obras humanitarias y patrióticas durante el esfuerzo de guerra.

## Apariencia
La Cruz al Mérito de Guerra es hecha de bronce con la forma de una cruz latina pattée. Entre los brazos de la cruz se halla una corona de laurel. El anverso lleva un medallón circullar en el centro con una efigie dirigida a la izquierda del rey Federico Augusto III. Circunscrito alrededor del medallón se halla la inscripción FRIEDRICH AUGUST KÖNIG V. SACHSEN. En el brazo superior se halla la corona sajona y en el brazo inferior la fecha 1915.  El reverso del medallón central lleva el monograma coronado del rey Federico Augusto III. En el brazo izquierdo está inscrito WELT- y en el derecho KRIEG ("Guerra Mundial").